# Pinczés Zoltán
Pinczés Zoltán (Balmazújváros, 1926. június 29. – Debrecen, 2011. június 3.) magyar geográfus, geomorfológus, tájkutató, a földtudományok doktora, a Debreceni Egyetem Tájvédelmi és Környezetföldrajzi Tanszékének iskolateremtő professzora.

## Élete és tudományos pályája
Pinczés Zoltán Balmazújvárosban született 1926. június 29-én. Apja Pinczés Imre református kántortanító, anyja Káposzta Ilona volt. Elemi iskoláit Balmazújvárosban végezte. Közép- és felsőfokú tanulmányai már Debrecen városához kötődtek: 1944-ben a Fazekas Mihály Gimnáziumban érettségizett, majd ugyanezen évtől a Kossuth Lajos Tudományegyetem hallgatója volt. Földrajz–történelem szakos tanári diplomáját 1949-ben szerezte meg. Ezt követően középiskolai tanárként dolgozott 1951-ig, amikor is tanársegédi állást kapott alma materének Földrajzi Intézetében, Kádár László professzor mellett. 1956-ban adjunktusi kinevezést kapott a Természetföldrajzi Tanszék elődjének tekinthető Általános Földrajzi Tanszéken. Doktori fokozatát 1957-ben szerezte meg az Eger-patak völgyének morfológiájáról írt dolgozatával. 1961-ben sikeresen védte meg "A Zempéni-hegység D-i részének természeti földrajza" című disszertációját, mellyel kandidátusi címet szerzett. 1963-tól immár docensként óriási szerepe volt Kádár László és Borsy Zoltán mellett az egyetem Fizikai Földrajzi Laboratóriumának kialakításában és működtetésében. 1972–1990 között tanszékvezető volt a Gazdaságföldrajzi, később – már egyetemi tanárként – a Gazdasági és Regionális Földrajzi Tanszéken, közben 1975–1978 között a Természettudományi Kar dékánhelyetteseként is dolgozott. 1985-ben lett a földrajztudományok doktora „A jelenkori fagy felszínformáló hatása hazánkban és ennek gyakorlati jelentősége” című értekezésével. 1987–1998 között a Kárpát-Balkán Geomorfológiai Bizottság elnökeként is tevékenykedett. 1990-ben megalapította az Alkalmazott Tájföldrajzi Tanszéket (ma Tájvédelmi és Környezetföldrajzi Tanszék), melynek egyetemi tanáraként tevékenykedett 1996-os nyugdíjba vonulásáig. Ezt követően emeritus professzorként 2005-ig aktív tevékenységet vállalt a tanszék munkájában a Kárpátok tájföldrajza című tantárgy oktatásával. 1948. szeptember 1-jétől a közép- és felsőfokú oktatásban összesen 57 esztendőt töltött. Életének 85. évében hosszú, súlyos betegséget követően hunyt el 2011-ben.

## Munkássága
Pinczés Zoltán professzor több mint 5 évtizedet felölelő tudományos pályafutása igen jelentős eredményekkel járult hozzá hazánk tájainak – elsősorban természet- és környezetföldrajzi szempontú – megismeréséhez. Csaknem 200, az általános természeti földrajz, geomorfológia, tájkutatás, illetve történeti földrajz témájában született publikációval gazdagította a magyar geográfia "kincsesládáját". Tudományos pályája az 1950-es években, az Észak-Magyarországi középhegység több tájrészletén végzett általános morfológiai vizsgálatokkal indult. Foglalkozott többek között az Eger- és Hór-patakok völgyének felszínalaktani problémáival, a Dél-Zemplénben a tönkfelszínek kérdéskörével, illetve a Tokaji-hegy lösztakarójának kialakulásával és jellemzésével. Kutatásai során mind jobban elmélyült a kriogén folyamatok (talajfagy-jelenségek, gelivációs aprózódás) felszínformáló hatásainak, illetve a pedimentáció és löszpusztulás folyamatának tanulmányozásában. Kandidátusi értekezésében elsőként ismerte fel a pedimentáció jelentős szerepét a hegyvidéki formakincs kialakításában, valamint felvetette a tönkösödésről addig vallott nézetek újragondolásának szükségességét is. 1972-77 között, egy általa szervezett és irányított, fiatal kutatókból (többek között Martonné Erdős Katalin, Kerényi Attila, Csorba Péter) álló kutatócsoport vezetőjeként igen részletes, komplex tájföldrajzi/tájanalitikai vizsgálatokat végzett a Bodrogkeresztúri-félmedencében, melyek a hazai mellett a nemzetközi tudományos közösség érdeklődését is felkeltették. Az 1980-as években több, nagy jelentőségű publikációja jelent meg a periglaciális felszínformálás, a krioplanációs folyamatok és formák, illetve talajfagy-jelenségek témájában. Kutatásait a terepi megfigyelések mellett egy általa tervezett, egyedi kialakítású fagykamrában, laboratóriumi körülmények között végzett kísérletei alapozták meg. Utóbbiak tudományos értékük mellett nagy gyakorlati jelentőséggel is bírtak: a fagyaprózódás, fagyemelés különféle kőzettípusokra gyakorolt hatásának megfigyelésével és dokumentálásával az ellenállóbb útburkolatok kialakításához is hasznos adatokkal szolgáltak. A jelenkori fagy felszínformáló hatásaival kapcsolatos kutatási eredményeit 1985-ben nagydoktori értekezésében foglalta össze. Mindezen kutatásai mellett, a Kárpát-Balkán Geomorfológiai Bizottság vezetőjeként a számára oly kedves Kárpátok tájföldrajzi és morfológiai kutatását koordinálta. Eredményeit számos tudományos konferencián bemutathatta, illetve több monográfiában meg is jelentette. Sajnálatos módon a Kárpátok teljes területének feldolgozására már nem volt lehetősége.
Pinczés Zoltán tudományos munkássága mellett mindenképp meg kell említenünk kiváló oktató-nevelő munkáját is. Számos, később vezető oktatóvá, kutatóvá váló hallgatója az ő ösztönzésére indult el a tudományos pályán. Hallgatóinak előmenetelét, életútját később is figyelemmel kísérte.
Kutató-oktató munkáját számos alkalommal elismerték. Megkapta többek között a Magyar Földrajzi Társaság tiszteleti tag címét, illetve Lóczy Lajos- és Teleki Sámuel Érmét, a Magyar Köztársasági Érdemrend Tisztikeresztjét, 2010-ben pedig szülővárosa díszpolgári címmel tüntette ki.

## Publikációi

### Fontosabb jegyzetek, tankönyvek
- Pinczés Z. (1982): Regionális természeti földrajz. Észak-Amerika. Ausztrália. - Egységes jegyzet - Tankönyvkiadó, Budapest. 210 p.
- Pinczés Z. (1994): A jelenkori fagy felszínformáló hatása hazánkban és ennek gyakorlati jelentősége - Kossuth Egyetemi Kiadó, Debrecen. 247 p.
- Pinczés Z. (1995): Déli-Felföld természeti földrajza (Déli-Kárpátok és a Bánsági-hegyvidék). Kossuth Egyetemi Kiadó, Debrecen. 152 p.
- Pinczés Z. (1997): Az Erdélyi-peremhegyvidék természeti földrajza, Kossuth Egyetemi Kiadó, Debrecen. 137 p.
- Pinczés Z. (1998). Az Erdélyi-medence természeti földrajza, Kossuth Egyetemi Kiadó, Debrecen. 97 p.

### Fontosabb tudományos közlemények
- Pinczés (1954): A tokaji Nagyhegy lösze. In: Földrajzi értesítő. III. évf. 1954/3. pp. 575–584.
- Pinczés Z. (1960): A tönkösödés kérdése a Zempléni-hegység déli részén (Zur Frage der Rumpfbildung auf der Südseite des &quot;Zempléni&quot; Gebirges) - Földrajzi Értesítő, IX/4. 453-477.
- Pinczés Z. (1977): Hazai középhegységek periglaciális planációs felszinei és üledékei (Periglacial planation surfaces and sediments in the Hungarian Mountains) - Földrajzi Közlemények, XXV. (CI) 1-2. 29-45.
- Pinczés Z. - Kerényi A. - Martonné Erdős K. (1978): A talajtakaró pusztulása a Bodrogkeresztúri-félmedencében (Die Bodenabtragung im Halbbecken von Bodrogkeresztúr) - Földrajzi Közlemények, XXVI. (CII.) 210-236.
- Pinczés Z. - Kerényi A. 1983. Die Kryoplanation und ihre bodenkundlichen Beziehungen auf Bergfussgebiet (A krioplanáció és talajtani vonatkozásai hegylábi területen) - Acta Geographica Debrecina, Tom. XXI. 5-24.
- Pinczés Z. 1998. A Tokaji-hegység geomorfológiai nagyformái – Földrajzi Értesítő XLVII. 3. pp. 379–393.

## Díjak, elismerések
- Oktatásügy Kiváló Dolgozója (1967)
- Szocialista Földrajzért Oklevél (1974)
- Munka Érdemrend bronz fokozata (1975)
- Lóczy Lajos-emlékérem - Magyar Földrajzi Társaság (1987)
- Tiszteleti tag - Magyar Földrajzi Társaság (1992)
- Tanármester kitüntetés, Országos Tudományos Diákköri Tanács (1993)
- Magyar Felsőoktatásért Emlékplakett (1994)
- Magyar Köztársasági Érdemrend Középkeresztje (1997)
- Teleki Sámuel-érem - Magyar Földrajzi Társaság (1999)
- Kárpát-Balkán Geomorfológiai Comissió megalakulásának 50. évfordulója alkalmával tiszteletbeli tagsági oklevél (alapító tag) (2003)
- Balmazújváros Díszpolgára (2010)